# Melitaea consulis
Melitaea consulis är en fjärilsart som beskrevs av Edward P. Wiltshire 1941. Melitaea consulis ingår i släktet Melitaea och familjen praktfjärilar. Inga underarter finns listade i Catalogue of Life.